# 奇傑ゾロ
『奇傑ゾロ』（きけつゾロ、英語: The Mark of Zorro）は、1920年製作・公開、フレッド・ニブロ監督によるアメリカ合衆国の長編劇映画である。サイレント映画、剣戟映画。怪傑ゾロを主人公とした映画の第1作である。

## 略歴・概要
1919年、『オール・ストーリー・ウィークリー』誌に掲載されたジョンストン・マッカレーの小説『カピストラの呪』（The Curse of Capistrano）を映画化した。1925年には続篇『ドンQ』が製作・公開された。
日本では、寿々喜多呂九平が本作を翻案して脚本を書き、二川文太郎監督、高木新平主演による『快傑鷹』（1924年）が製作・公開され、高木は同作を機に「鳥人」と呼ばれるようになった。
本作は現在、パブリックドメインであるため、インターネットアーカイブで本篇映像を閲覧・ダウンロードすることが可能である。

## スタッフ・作品データ
- 製作 : ダグラス・フェアバンクス
- 監督 : フレッド・ニブロ
- 原作 : ジョンストン・マッカレー
- 脚本 : ユージン・ミラー、ダグラス・フェアバンクス
- 撮影 : ウィリアム・マクガン、ハリス・ソープ
- B班監督 : シオドア・リード
- フォーマット : 白黒映画 - スタンダードサイズ（1.33:1） - サイレント映画

## キャスト
- ダグラス・フェアバンクス - ドン・ディエゴ・ヴェガ、セニョール・ゾロ
- ノア・ビアリー - ペドロ軍曹
- チャールズ・ヒル・メイルズ - ドン・カルロス・プリード
- クレア・マクドウェル - ドンナ・カタリナ
- マーゲリット・ド・ラ・モット - ロリタ
- ロバート・マッキム - フアン・ラモン大尉
- ジョージ・ペリオラット - アルヴァラド知事
- ウォルト・ホイットマン - フレー・フェリップ
- シドニー・デ・グレー - ドン・アレハンドロ
- ミルトン・バール - 少年

## ギャラリー

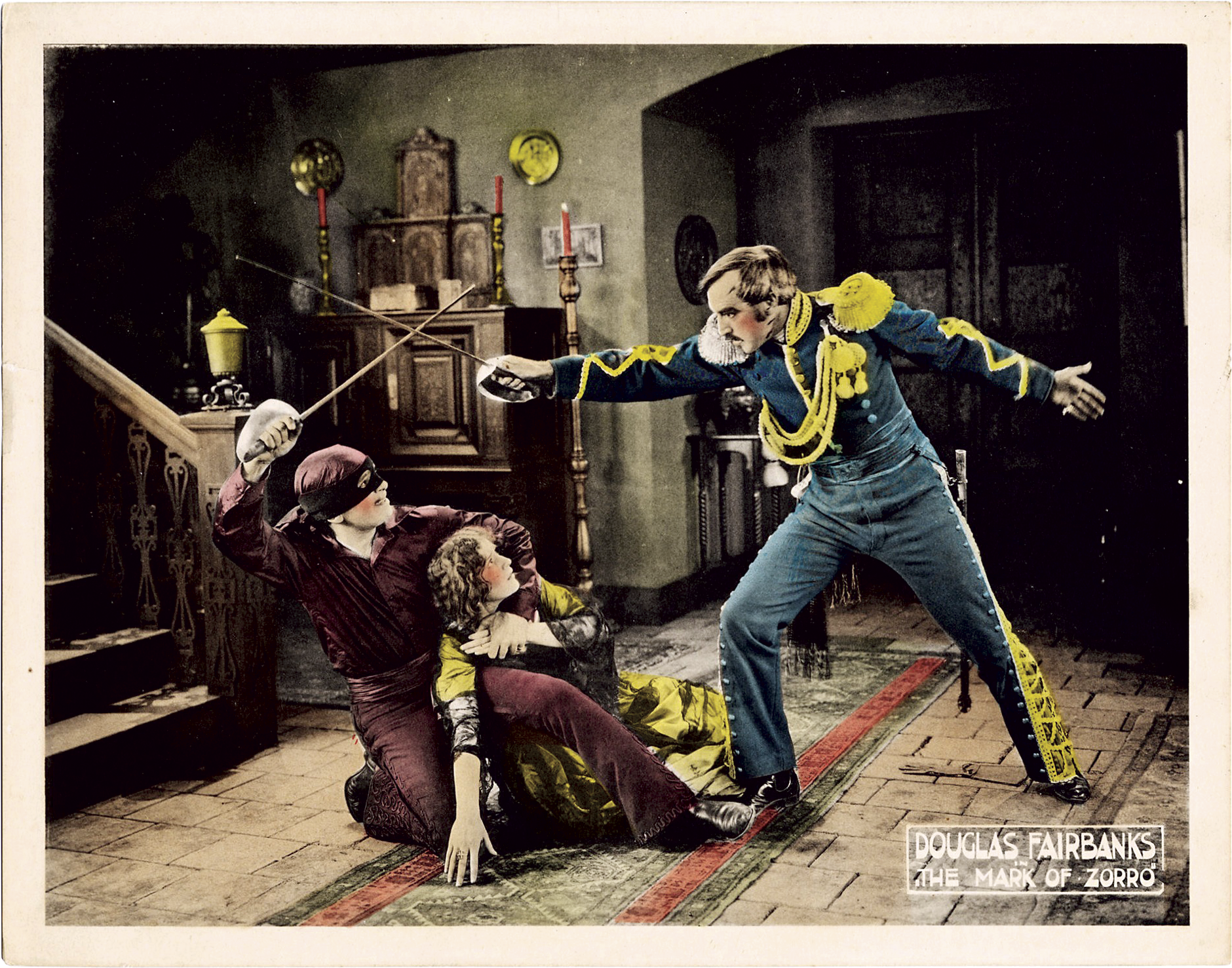
フェアバンクスとド・ラ・モット。
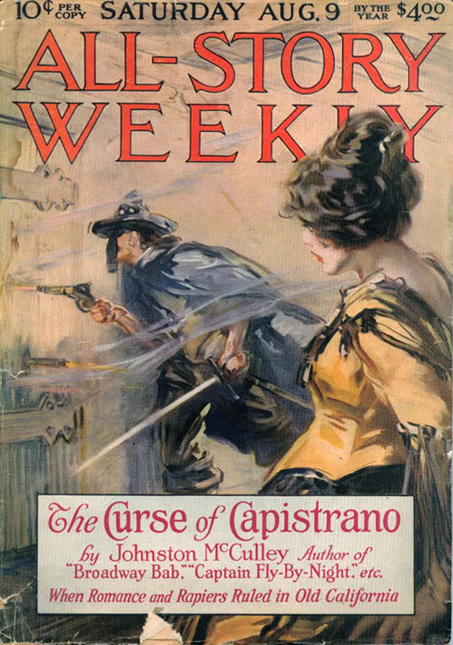
原作小説初出表紙。